# Praia a Mare
Praia a Mare [ˈpraːja a ˈmaːre] ist eine italienische Stadt in der Provinz Cosenza in Kalabrien mit 6379 Einwohnern (Stand 31. Dezember 2023).

## Lage und Daten
Praia a Mare liegt etwa 107 km nördlich von Cosenza an der Küste des Tyrrhenischen Meeres. Die Nachbargemeinden sind Aieta, Papasidero, San Nicola Arcella, Santa Domenica Talao und Tortora. Im Süden liegt vor der Küste die kleine Isola di Dino.

## Bevölkerung

### Bevölkerungsentwicklung
Quelle ISTAT

### Ethnien und Migration
Am 31. Dezember 2020 lebten in Praia a Mare 238 nicht-italienische Staatsbürger. Die meisten von ihnen stammen aus folgenden Ländern:
1. Rumänien – 121
2. Polen – 22
3. China – 21
4. Ukraine – 19
5. Marokko – 7

## Sehenswürdigkeiten
Wahrzeichen von Praia a Mare ist die vorgelagerte Isola di Dino. Das Santuario della Madonna della Grotta befindet sich in der Nähe des Stadtzentrums und beherbergt eine Holzstatue der Madonna mit Kind aus dem 15. Jahrhundert. In der Zeit vom 13. bis zum 18. August findet regelmäßig ein großes Fest zu ihren Ehren statt. Im Ort steht eine Burg aus dem Mittelalter. 

## Bildergalerie

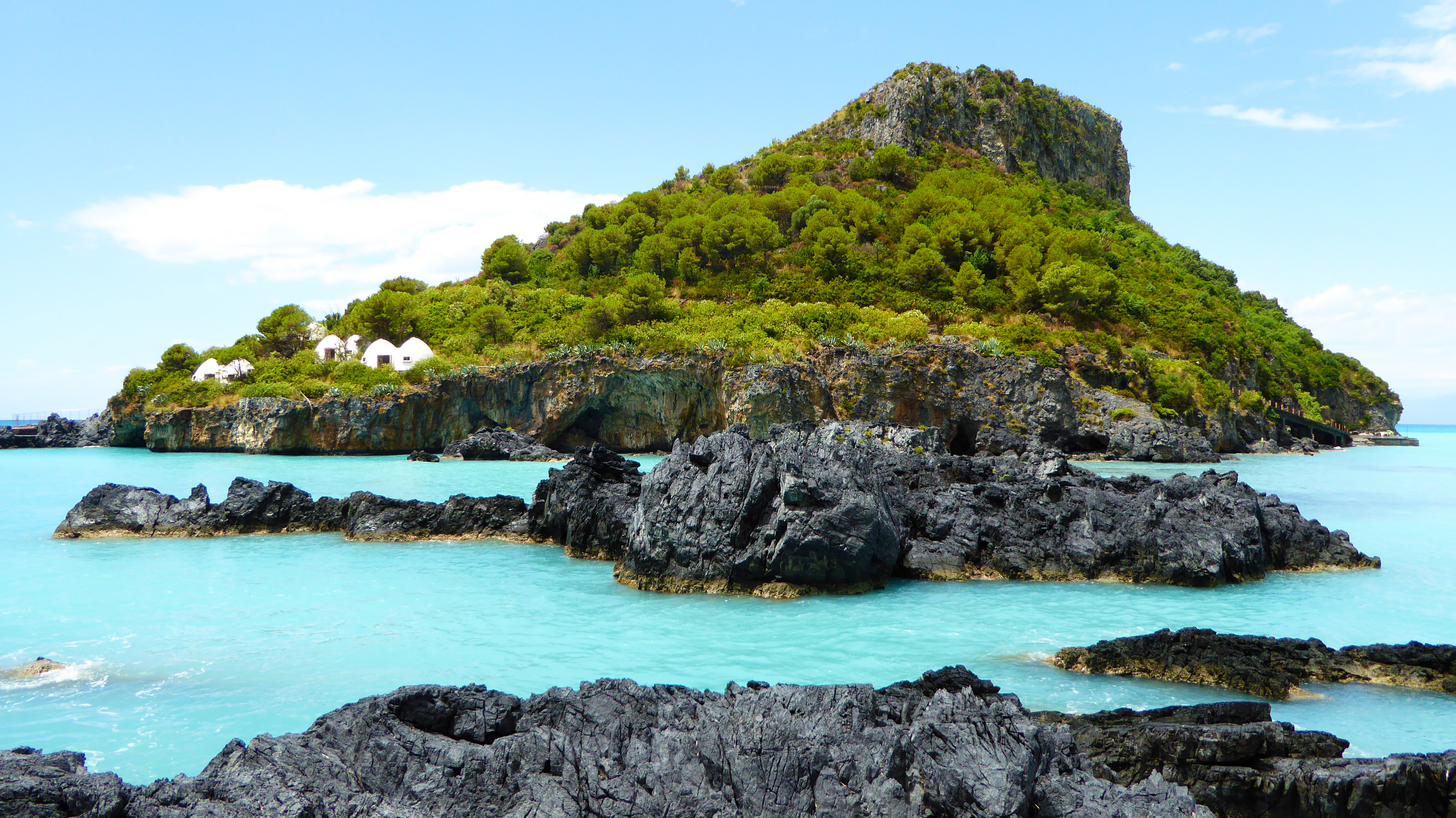
Praia a Mare – Isola di Dino
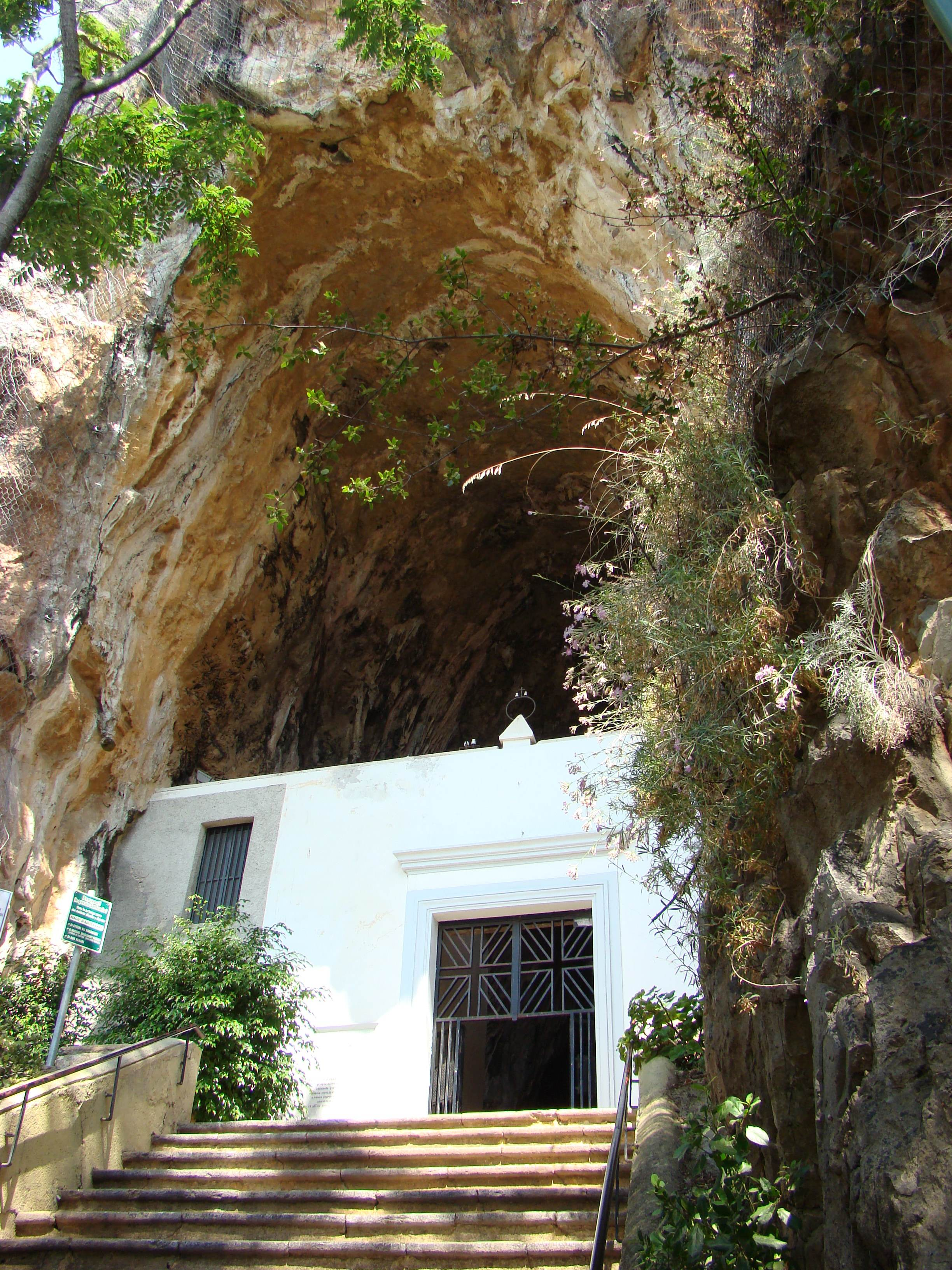
Praia a Mare – Santurio della Madonna della Grotta
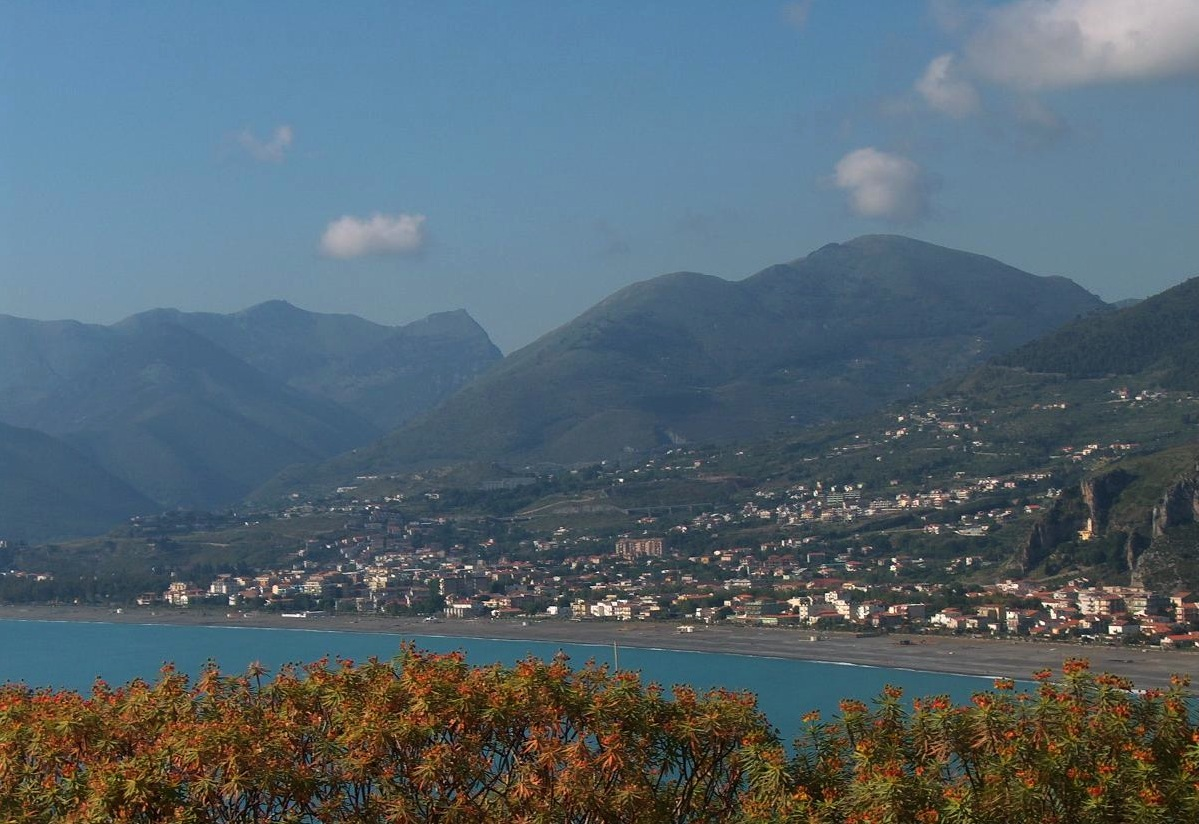
Panoramablick auf Praia a Mare